# Елк Крик (Кентаки)
Елк Крик (енгл. Elk Creek) насељено је место без административног статуса у америчкој савезној држави Кентаки.

## Демографија
По попису из 2010. године број становника је 1.539.
| Група             | 2000.    | 2010.         |
| Белци             | 0 (0,0%) | 1.455 (94,5%) |
| Афроамериканци    | 0 (0,0%) | 31 (2,0%)     |
| Азијати           | 0 (0,0%) | 13 (0,8%)     |
| Хиспаноамериканци | 0 (0,0%) | 23 (1,5%)     |
| Укупно            | 0        | 1.539         |